# Plaktivat
Plaktivat je mednarodni natečaj za najboljši plakat na določeno družbeno odgovorno temo, ki ga organizira slovensko oglaševalsko podjetje TAM-TAM, vsakič z drugo organizacijo. Prijavijo se lahko posamezniki ali agencije. Vodja projekta je Tomaž Drozg.
Zmagovalne izdelke TAM-TAM prijavi na tekmovalni del Slovenskega oglaševalskega festivala (SOF) in na Bienale vidnih sporočil Slovenije (Brumnov bienale).

## Zmagovalci natečaja
| Leto | Tema                        | Partner                                                 | Zmagovalni izdelek                                     | Ustvarjalci in agencija |
| ---- | --------------------------- | ------------------------------------------------------- | ------------------------------------------------------ | --- |
| 2014 | Beg možganov                | Mladinski svet Slovenije                                | plakatna serija »Prešeren - Cankar - Kosovel«          | oblikovalec, ilustrator in tekstopisec Gregor Čeferin, kreativna direktorja Toni Tomašek in Miha Bevc, tekstopisec Drago Mlakar iz agencije Publicis |
| 2014 | Bodi gasilec                | Gasilska zveza Slovenije                                | plakat »Bodi gasilec«                                  | Domen Husu, Samo Muhič, Jure Ljubeljšek in Marin Bulog iz agencije Yin + Young                                                                       |
| 2014 | Medvrstniško nasilje        | UNICEF Slovenija                                        | plakatna serija »Jokicastokica - Špeckahla - Tožibaba« | Domen Husu, Samo Muhič, Borut Haclar, Pavel Nekoranec iz agencije Yin + Young                                                                        |
| 2015 | Spletno zasvojenost         | Društvo Logout                                          | plakat »Anita«                                         | tekstopiska Katja Petrin Dornik, oblikovalec Petar Perčić iz agencije LUNA\TBWA                                                                      |
| 2015 | Migranti                    | Mirovni inštitut                                        | plakat »Victory«                                       | art direktor in oblikovalec Boris Kralj iz agencije AV studio                                                                                        |
| 2016 | Sovražni govor              | častni pokrovitelj predsednik RS Borut Pahor            | plakat »Pra(v)ica«                                     | absolventka arhitekture Ana Kompara |
| 2016 | Alternative potrošništvu    | Slovenska fundacija za trajnostni razvoj Umanotera      | plakat »Potrošniški labirint«                          | absolvent Akademije za likovno umetnost in oblikovanje Nal Klemen                                                                                    |
| 2017 | Poženi se v tek             | Olimpijski komite Slovenije - Združenje športnih zvez   | plakat »Dober tek!«                                    | Blaž Ritmanič iz agencije Formitas BBDO in Katja Ložar                                                                                               |
| 2017 | Diabetesa ni                | Zavod Diabetes                                          | plakat »Sladka grožnja«                                | Ciril Trček, Maruša Lekše, Zala Sajko iz agencije LUNA\TBWA                                                                                          |
| 2018 | Pusti knjigi, da te odpelje | Divja misel                                             | plakat »Deep into the book«                            | Ata Mohammedi iz Irana |
| 2018 | Ni opravičila               | Društvo SOS telefon                                     | plakat »(Lj)ubil te bom«                               | kreativni direktor Blaž Ritmanič iz agencije Formitas BBDO                                                                                           |
| 2019 | Kriza medijev               | Radio Študent                                           | plakat »Odgovorni urednik«                             | Ciril Trček, Matic Kozinc, Blaž Žnidarec, Zala Sajko, Damijan Penič in Medeja Kraševec z agencije LUNA\TBWA                                          |
| 2021 | Solidarnost                 | /                                                       | plakat »Snežak«                                        | tekstopisec Peter Zabret, umetniški direktor Rok Flego in ilustrator Lenart Slabe iz agencije Pristop                                                |
| 2022 | Diskriminacija in jaz       | /                                                       | brez zmagovalca                                        | / |
| 2023 | Krvodajalstvo               | Zavod za transfuzijsko medicino in Rdeči križ Slovenije | plakat »Resnična grozljivka«                           | Sara Mlinar in Gašper Štern iz agencije AV STUDIO |
| 2024 | Stiske mladostnikov         | Zveza prijateljev mladine Slovenije in TOM telefon      | plakat »Vse je kul«                                    | Matej Ferlič in Juš Šoltes |

## Galerija
- Zmagovalni plakat leta 2014.
- Zmagovalni plakat leta 2016.